# José López Rodero
José López Rodero (Madrid, 1937) es un asistente de dirección, jefe de producción, productor y actor español. Ha sido galardonado con el Premio Goya a la Mejor Dirección de Producción por El sueño del mono loco. Su filmografía incluye películas de gran éxito mundial.

## Biografía
Siendo muy joven participó como figurante en el rodaje en Madrid de la batalla de Bosworth para la película de 1955 de Laurence Olivier, Ricardo III. Con 16 años le dieron un puesto de meritorio de producción en la película de Robert Rossen Alejando Magno: eso despertó aún más su interés por el cine, por lo que finalmente decidió abandonar sus estudios de ingeniero agrónomo

## Carrera
En 1958 tuvo unos de sus primeros trabajos relevantes ejerciendo de ayudante de dirección de King Vidor en el rodaje en Madrid de Salomón y la reina de Saba. Con el paso de los años se convierte en ayudante de dirección ganando fama profesional al ser reclamado por Stanley Kubrick para el rodaje en Colmenar Viejo de Espartaco. En esta película, ya colabora con Kubrick en la planificación de la batalla rodada en la Dehesa de Navalvillar.
El productor de cine estadounidense Samuel Bronston lo contrata como primer ayudante para el rodaje de Cleopatra, convirtiéndose así en el primer técnico español que recibe títulos de crédito en pantalla. Ya en Hollywood asciende a productor asociado en Dune de David Lynch.
A insistencia de Roman Polański actúa en la película La novena puerta de 1999 interpretando a varios personajes.
En 2013 publica Apuntes de mis 55 años de cine... y más en la que él mismo narra su historia profesional.

## Filmografía

### Cine
| Año  | Título                                      | Dirección                              | Asistente dirección | Jefe producción | Productor asociado | Actor |
| ---- | ------------------------------------------- | -------------------------------------- | ------------------- | --------------- | ------------------ | ----- |
| 1958 | Salomón y la reina de Saba                  | King Vidor                             | ✓                   |                 |                    |       |
| 1959 | Tommy the Toreador                          | John Paddy Carstairs                   | ✓                   |                 |                    |       |
| 1961 | Rey de reyes                                | Nicholas Ray                           | ✓                   |                 |                    |       |
| 1961 | El Cid                                      | Anthony Mann                           | ✓                   |                 |                    |       |
| 1963 | 55 días en Pekín                            | Nicholas Ray, Andrew Marton, Guy Green | ✓                   |                 |                    |       |
| 1964 | La caída del Imperio romano                 | Anthony Mann                           | ✓                   |                 |                    |       |
| 1964 | El fabuloso mundo del circo                 | Henry Hathaway                         | ✓                   |                 |                    |       |
| 1964 | Saúl y David                                | Marcello Baldi                         | ✓                   |                 |                    |       |
| 1965 | Los jueces de la Biblia                     | Marcello Baldi, Francisco Pérez-Dolz   | ✓                   |                 |                    |       |
| 1965 | La batalla de las Ardenas                   | Ken Annakin                            | ✓                   |                 |                    |       |
| 1966 | Golfus de Roma                              | Richard Lester                         | ✓                   |                 |                    |       |
| 1966 | El regreso de los siete magníficos          | Burt Kennedy                           | ✓                   |                 |                    |       |
| 1967 | Cómo gané la guerra                         | Richard Lester                         | ✓                   |                 |                    |       |
| 1968 | Angustia mortal                             | Bryan Forbes                           | ✓                   |                 |                    |       |
| 1970 | Al infierno, gringo                         | Nathan H. Juran                        | ✓                   |                 |                    |       |
| 1970 | Patton                                      | Franklin Schaffner                     | ✓                   |                 |                    |       |
| 1970 | La gran esperanza blanca                    | Martin Ritt                            | ✓                   |                 |                    |       |
| 1971 | La quebrada del diablo                      | Burt Kennedy, Niksa Fulgosi            | ✓                   |                 |                    |       |
| 1971 | Orgullo de estirpe                          | John Frankenheimer                     | ✓                   |                 |                    |       |
| 1971 | Nicolás y Alejandra                         | Franklin Schaffner                     | ✓                   |                 |                    |       |
| 1973 | Papillón                                    | Franklin Schaffner                     | ✓                   |                 |                    |       |
| 1974 | Diez negritos                               | Peter Collinson                        | ✓                   |                 |                    |       |
| 1974 | Hay que matar a B.                          | José Luis Borau                        | ✓                   |                 |                    |       |
| 1975 | Por la senda más dura                       | Antonio Margheriti                     | ✓                   |                 |                    |       |
| 1975 | País, S.A.                                  | Antonio Fraguas                        | ✓                   |                 |                    |       |
| 1975 | El cobarde heroico                          | Richard Lester                         | ✓                   |                 |                    |       |
| 1976 | Robin y Marian                              | Richard Lester                         | ✓                   |                 |                    |       |
| 1976 | Retrato de familia                          | Antonio Giménez-Rico                   | ✓                   |                 |                    |       |
| 1977 | El bengador Gusticiero y su pastelera madre | Antonio Fraguas                        | ✓                   |                 |                    |       |
| 1977 | Marchar o morir                             | Dick Richards                          | ✓                   |                 |                    |       |
| 1978 | Los niños del Brasil                        | Franklin Schaffner                     | ✓                   |                 |                    |       |
| 1979 | La Sabina                                   | José Luis Borau                        | ✓                   |                 |                    |       |
| 1981 | La esfinge                                  | Franklin J. Schaffner                  | ✓                   |                 |                    |       |
| 1981 | Deprisa, deprisa                            | Carlos Saura                           | ✓                   |                 |                    |       |
| 1982 | Conan, el bárbaro                           | John Milius                            | ✓                   |                 |                    |       |
| 1982 | Justicia privada                            | Lewis Teague                           | ✓                   |                 |                    |       |
| 1982 | Amityville II: La posesión                  | Damiano Damiani                        |                     |                 | ✓                  |       |
| 1984 | Dune                                        | David Lynch                            | ✓                   |                 | ✓                  |       |
| 1985 | El guerrero rojo                            | Richard Fleischer                      | ✓                   |                 | ✓                  |       |
| 1986 | Tai-Pan                                     | Daryl Duke                             |                     |                 | ✓                  |       |
| 1987 | Falso testigo                               | Curtis Hanson                          | ✓                   |                 |                    |       |
| 1987 | Cita con un ángel muy especial              | Tom McLoughlin                         |                     | ✓               | ✓                  |       |
| 1989 | El sueño del mono loco                      | Fernando Trueba                        |                     |                 | ✓                  |       |
| 1995 | Flamenco (Documental)                       | Carlos Saura                           |                     |                 | ✓                  |       |
| 1997 | Niño nadie                                  | José Luis Borau                        |                     | ✓               | ✓                  |       |
| 1999 | La novena puerta                            | Roman Polański                         |                     | ✓               |                    | ✓     |
| 2006 | Tirante el Blanco                           | Vicente Aranda                         |                     |                 | ✓                  |       |
| 2008 | El último truco (Documental)                | Sigfrid Monleón                        |                     |                 |                    | ✓     |
| 2009 | El cónsul de Sodoma                         | Sigfrid Monleón                        |                     | ✓               |                    |       |
| 2019 | Un castillo de película (Documental)        | Gustavo Salmerón                       |                     |                 |                    | ✓     |

### Televisión
| Año  | Título                                 | Asistente dirección | Supervisor producción | Productor ejecutivo | Actor |
| ---- | -------------------------------------- | ------------------- | --------------------- | ------------------- | ----- |
| 1976 | Cuentos y Leyendas (Serie)             | ✓                   |                       |                     |       |
| 1990 | Las nuevas aventuras del Zorro (Serie) |                     | ✓                     |                     |       |
| 1993 | Celia (Serie)                          |                     |                       | ✓                   |       |
| 1999 | Camino de Santiago (Miniserie)         |                     |                       |                     | ✓     |

## Premios
| Año  | Premio                                                | Título                 | Categoría                                                                    |
| ---- | ----------------------------------------------------- | ---------------------- | ---------------------------------------------------------------------------- |
| 1971 | DGA Award (Premio Sindicato de Directores de América) | Patton                 | Premio a la mejor dirección (Compartido con Franklin J. Shaffner y Eli Dunn) |
| 1990 | Premios Goya                                          | El sueño del mono loco | Mejor dirección de producción                                                |

## Libros
En 2013 se publica su libro Apuntes de mis 55 años de cine... y más en el que narra su historia profesional desde sus comienzos como figurante en 1955.